# Marechiare
Marechiare  è una canzone in lingua napoletana pubblicata nel 1886; fu l'ultima canzone musicata da E. A. Mario. 
(Filippo Filippi,  Gazzetta Musicale di Milano, 1886)

## Storia
In un racconto, pubblicato il 6 febbraio 1894 sul “Corriere di Napoli”, lo stesso Salvatore Di Giacomo narrò l’origine della canzone. Durante un giro nel golfo a bordo di un vaporetto, si ritrovarono tutti a Marechiaro in un’osteria situata non lontana dalla celebre “fenestrella”. 
Il padrone dell’esercizio rivelò alla comitiva che di Giacomo era stato lì a pranzo e che, dopo aver osservato il panorama, compose la canzone. Di Giacomo aveva descritto una realtà nel presente: la finestra con il garofano sul davanzale, una giovane moglie di uno dei proprietari dell’osteria dove l’artista si era seduto la prima volta. 
Francesco Paolo Tosti aveva tratto una melodia semplice, ispirandosi alle note intonate da un posteggiatore, che con il suo flauto, accompagnava le canzoni del suo compagno suonava, per esercitarsi, quello stesso motivetto che apre A Marechiaro. Si narra che di Giacomo per far musicare il suo testo chiese, scherzosamente, all’amico Tosti il compenso di una sterlina d’oro. Somma che l’artista pagò pur di contribuire alla creazione della celebre canzone.